# O zi ca leii

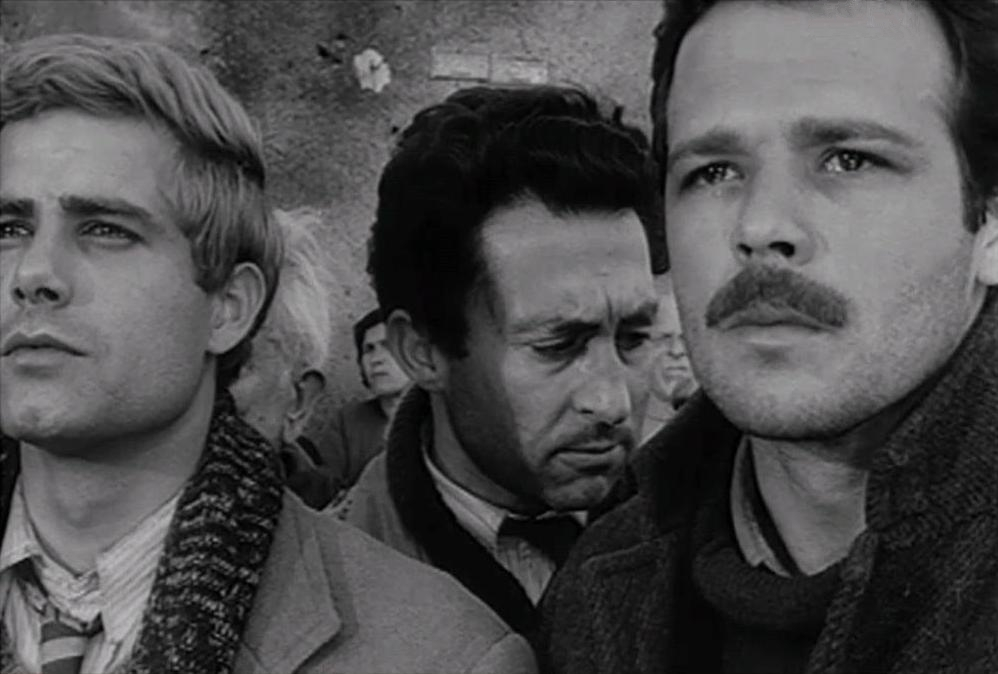
Nino Castelnuovo, Leopoldo Trieste și Renato Salvatori într-o scenă din film

O zi ca leii (titlul original: în italiană Un giorno da leoni) este un film dramatic italian, de război,  realizat în 1961 de regizorul Nanni Loy, după evenimente reale descrise de scriitorul Pino Levi Cavaglione, protagoniști fiind actorii Renato Salvatori, Romolo Valli, Carla Gravina și Anna Maria Ferrero. 

## Rezumat
Roma, 8 septembrie 1943, acea zi crucială a armistițiului, când în oraș multe vieți își schimbă drumul. Danilo scapă de înrolarea fascistă, în timp ce Michele a reușit să-și părăsească administrația, mutându-se de la Roma. Pe drumul de întoarcere la Roma, cei doi îl întâlnesc pe Gino și toți împreună vor încerca să treacă peste Linia Gustav, care separa Italia ocupată de naziști de Italia eliberată de Aliați. Sunt interceptați de germani dar găsesc un refugiat temporar într-o pivniță abandonată, plină cu soldați italieni care scăpaseră de germani. Acum, un partizan italian, Edoardo și Orlando fac parte din grup. Scopul lor este să arunce în aer un pod important din punct de vedere strategic. Dar Edoardo este capturat și condamnat la moarte. Orlando și cei trei decid să bombardeze podul oricum.
Vor reuși datorită sacrificiului lui Danilo, iar germanii vor atribui acțiunea de comando, parașutiștilor americani, ignorând curajul a 4 cetățeni italieni normali.

## Distribuție
- Renato Salvatori – Orlando
- Tomás Milián – Gino Migliacci
- Nino Castelnuovo – Danilo
- Romolo Valli – Edoardo
- Leopoldo Trieste – Rag. Michele Pane
- Carla Gravina – Mariuccia
- Anna Maria Ferrero – Ida
- Valeria Moriconi – soția lui Orlando
- Saro Urzì – sergentul
- Corrado Pani – Morandi
- Carlo D'Angelo – preotul
- Tino Bianchi – tatăl lui Danilo
- Gigi Ballista – un frate
- Enzo Turco – comisarul de poliție
- Regina Bianchi – soția lui Edoardo
- Rina Franchetti – femeia cu rufele pe scări
- Ester Carloni – mama lui Danilo
- Silla Bettini – soldatul fascist care îl bătea pe Gino
- Mario Brega – un controlor fascist
- Rosita Pisano – impiegata

## Producție
Filmul este inspirat din episodul din viața reală al distrugerii podului „Sette luci” de pe linia ferată Roma–Formia, la km 25, așa cum este descris de Pino Levi Cavaglione în cartea Guerriglia nei Castelli Romani.